# Helder Barbalho
Helder Zahluth Barbalho (Belém, 18 de mayo de 1979) es un político brasileño, exsecretario Nacional de Puertos, exministro de Integración Nacional y actual gobernador del estado de Pará en Brasil.

## Biografía
Helder Barbalho es hijo del exgobernador del Pará, Jader Barbalho, y de la diputada federal Elcione Barbalho. Fue concejal de Ananindeua desde 2000 a 2002. En 2002, fue elegido diputado provincial en el estado del Pará. Ejerció el cargo de alcalde de Ananindeua entre 2005 y 2008, habiendo sido el alcalde más joven de la historia del Pará. En 2008 fue reelegido. En 2014 fue candidato a Gobernador del Estado del Pará, siendo derrotado por el tucano Simão Jatene, candidato a la reelección.

## Ministerio de Pesca y Acuicultura
En diciembre de 2014 fue nombrado ministro de Pesca y Acuicultura en el segundo mandato del Gobierno de Dilma Rousseff, puesto que ocupó el día 1 de enero de 2015, en sustitución de Eduardo Lopes. Permaneció en el cargo hasta la reforma ministerial de 2 de octubre de 2015, momento en el que la cartera fue suprimida e integrada en la cartera de Agricultura, Pesca y Abastecimento.

## Secretaría de Puertos
Tras la extinción del ministerio de Pesca, el 2 de octubre de 2015 Helder Balbalho asumió la Secretaría Nacional de Puertos. Dejó el cargo el 20 de abril de 2016, en un momento crucial para la retirada de Dilma Rousseff.

## Premios
En 2008 y 2010, recibió el Premio de Alcalde Emprendedor, del SEBRAE Pará, por los incentivos dados a la generación de empleo en Ananindeua.
En 2007 y 2010, recibió del Gobierno Federal y de la Organización Acción Hambre Cero el premio Gestor Eficiente por su gestión al frente de las cantinas escolares. Recibió, además, el premio Objetivos de Desarrollo del Milenio de Brasil, el MDM, con el Proyecto Escuela Ananin.

## Incluido en la lista "sucia"
La Asociación de Magistrados Brasileños divulgó, en 2008, una lista con varios candidatos a alcalde que estaban inmersos en procesos judiciales y acciones penales por improbidad administrativa. En la lista, figuraba el nombre de Helder Barbalho y su vicealcalde, Divino de Santos. Además está incluido en la causa que la Procuradoria Regional Eleitoral de Pará (PRE/PA) tramitaba contra 48 acusados de delito electoral.